# エルネスト・アルバレス
エルネスト・アルバレス（Ernesto Álvarez, 1928年8月10日 - 2010年9月27日）は、アルゼンチン・サンタフェ州出身の元サッカー選手。元チリ代表。ポジションはフォワード。

## 経歴
1948年にCAバンフィエルドでプロデビューする前は、CAロサリオ・セントラルのユースチームに所属していた。バンフィエルドでは152試合に出場し、56得点を挙げた。1957年にグリーン・クロス、1958年にウニベルシダ・デ・チレに移籍した。レオネル・サンチェスやカルロス・カンポスらが在籍していたウニベルシダ・デ・チレはバレット・アスル（青い弾丸）と呼ばれ、クラブの全盛期であった。アルバレスは190試合に出場して82得点した。

## タイトル
ウニベルシダ・デ・チレ
- プリメーラ・ディビシオン : 1959, 1962, 1964, 1965